# Фуйен
Фуйе́н (вьет. Phú Yên, тьы-ном 富安) — провинция в центральной части Вьетнама. На юге граничит с провинцией Кханьхоа, на севере — Биньдинь, на западе — Даклак и Зялай, с востока омывается водами Южно-Китайского моря.

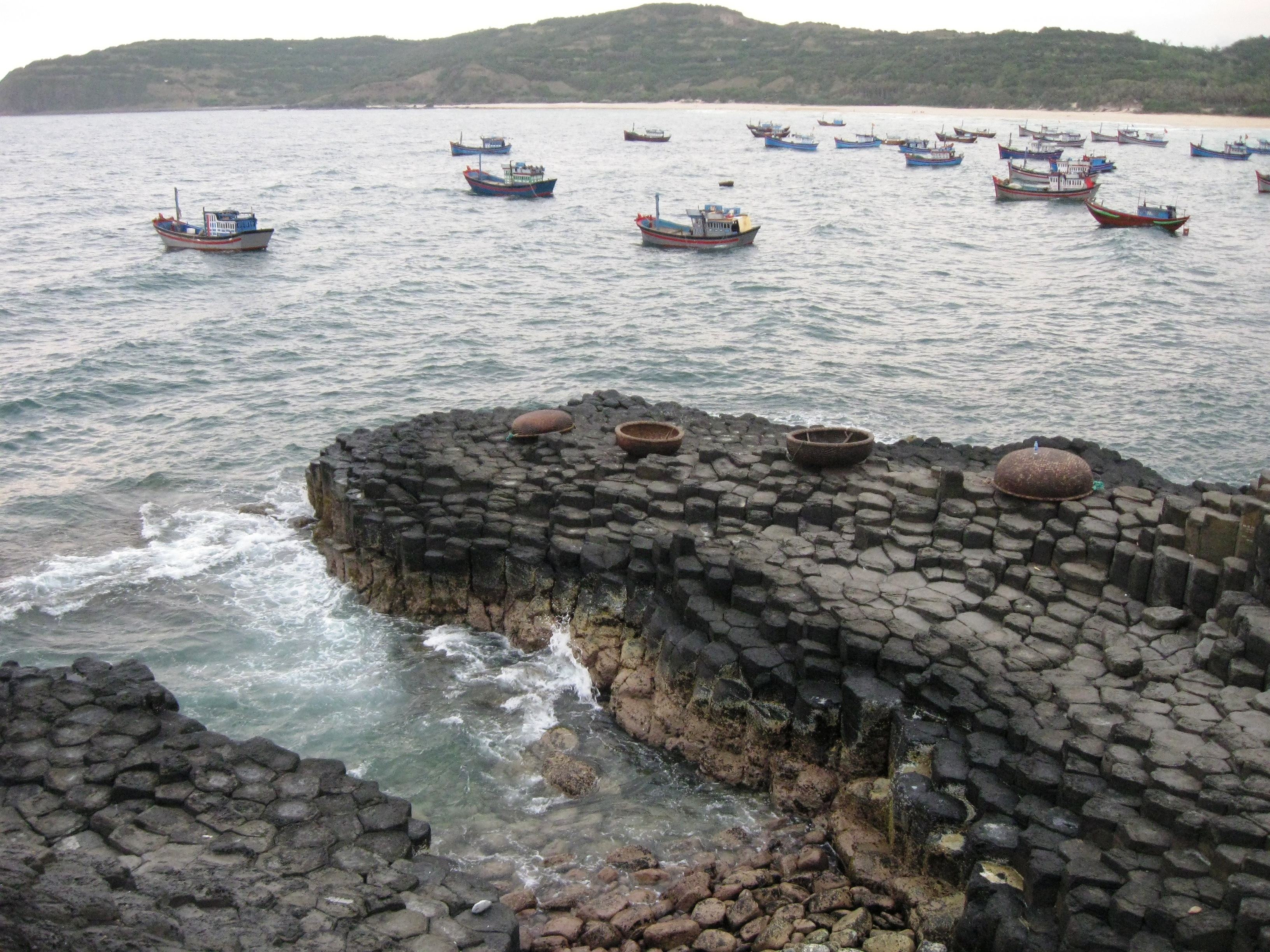
Местечко Дадиа (Đá Đĩa) в уезде Туиан — одна из главных природных достопримечательностей Фуйен

Административный центр провинции — город Туихоа — стоит на месте впадения реки Даранг в море.

## География

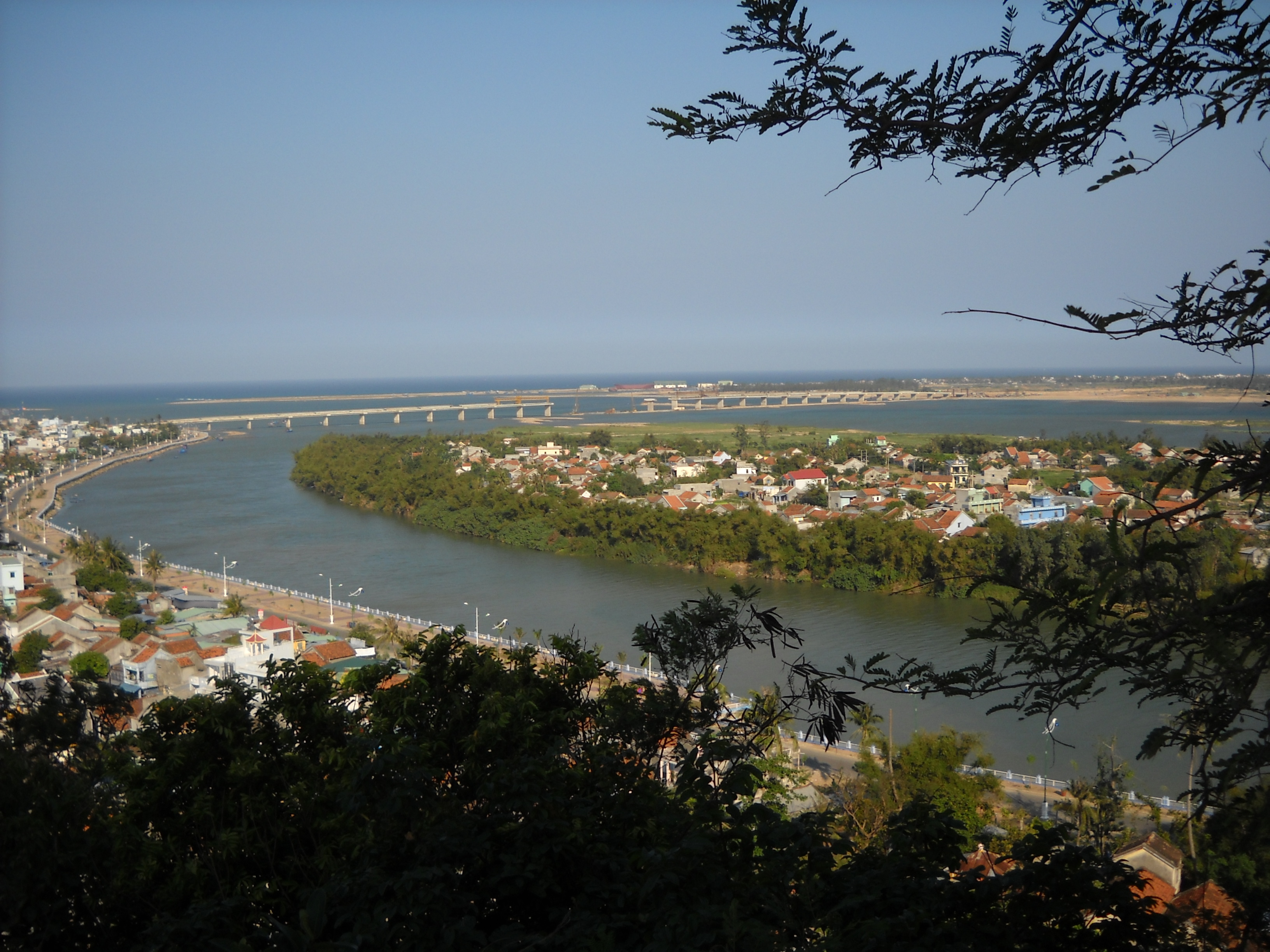
Река Даранг в районе Туихоа

Река Даранг — крупнейшая река центрального Вьетнама.

## История
Первые тямы поселились здесь в II—III веках. Территория входила в королевство Тямпа. Сохранились башни тямов XII века в Туихоа.
29 октября 1977 года, после победы в войне с США, провинции Кханьхоа и Фуйен объединили в одну и назвали Фукхань (Phú Khánh) со столицей в Нячанге. 30 июня 1989 г. провинцию Фуйен вновь выделили в отдельную провинцию.

## Административное деление

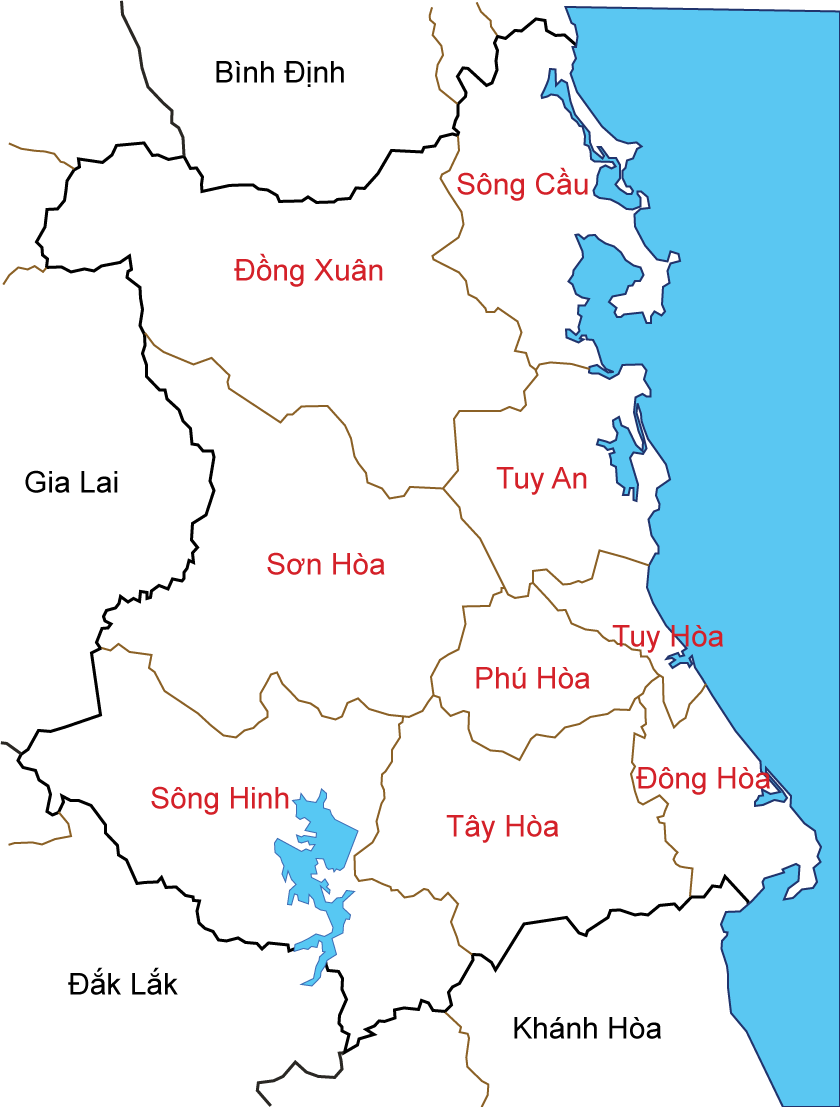
Схема административного деления провинции

Фуйен подразделяется на 1 провинциальный город, 1 город и 7 уездов:
- Туихоа (Tuy Hòa) — административный центр, провинциальный город 3-й категории
- Шонгкау (Sông Cầu) — город
- Донгсуан (Đồng Xuân) — уезд
- Туиан (Tuy An) — уезд
- Шонхоа (Sơn Hòa) — уезд
- Фухоа (Phú Hòa) — уезд
- Тайхоа (Tây Hòa) — уезд
- Донгхоа (Đông Hòa) — уезд
- Шонгхинь (Sông Hinh) — уезд

## Экономика
Провинция Фуйен славится своими живописными видами природы. Основа экономики — выращивание риса и рыбная промышленность. Аэропорт близ Туихоа. Через провинцию проходит федеральная автотрасса A1 и железная дорога.